# El Gordo (Hiszpania)
El Gordo – gmina w Hiszpanii, w prowincji Cáceres, w Estramadurze, o powierzchni 77,04 km². W 2011 roku gmina liczyła 395 mieszkańców.